# Amityville Horror (franchise)
Quella di Amityville Horror è una serie di libri e film basati o ispirati sulla vera storia dei delitti commessi da Ronald DeFeo Jr. e sui fenomeni paranormali vissuti dalla famiglia Lutz, che visse nella casa dove avvennero i delitti.

## Libri
I libri considerati come principali della serie sono:
- Orrore ad Amityville (The Amityville Horror) (1977) di Jay Anson
- Murder in Amityville (1979) di Hans Holzer
- The Amityville Horror Part II (1982) di John G. Jones
- Amityville: The Final Chapter (1985) di John G. Jones
- Amityville: The Evil Escapes (1988) di John G. Jones
- The Amityville Curse (1981) di Hans Holzer
- Amityville: The Horror Returns (1989) di John G. Jones
- Amityville: The Nightmare Continues (1991) di Robin Karl
- High Hopes: The Amityville Murders (1981) di Gerard Sullivan & Harvey Aronson

Altri libri sul tema sono:
- Amityville 3D (1984) di Gordon McGil novelization del film omonimo
- The Secret of Amityville (1985) di Hans Holzer
- The Amityville Horror: Tales of Terror (1991) di Deborah W Crisfield
- The Amityville Horror Conspiracy (1995) di Stephen Kaplan & Roxanne Kaplan
- The Night of the DeFeos Died (2002) di Ric Osuna
- Aquella casa maldita en Amityville (2006) di Carlos Cala
- Amityville Horrible (2012) di Kelley Armstrong
- The Amityville Massacre (2014) di R. Barri Flowers

## Film
- Amityville Horror (The Amityville Horror) (1979)
- Amityville Possession (Amityville II: The Possession) (1982)
- Amityville 3D (Amityville 3-D) (1983)
- Amityville Horror - La fuga del diavolo (Amityville: The Evil Escapes) (1989) - Film TV
- Amityville - Il ritorno (The Amityville Curse) (1990) - Direct-to-video
- Amityville 1992: It's About Time (1992)
- Amityville: A New Generation (1993)
- Amityville Dollhouse (Amityville: Dollhouse) (1996)
- Amityville Horror (The Amityville Horror) (2005)
- The Amityville Haunting (2011) - Direct-to-video
- The Amityville Asylum (2013)
- Amityville Death House (2015) - Direct-to-video
- The Amityville Playhouse (2015)
- Amityville: Vanishing Point (2016) - Direct-to-video
- The Amityville Legacy (2016) - Direct-to-video
- The Amityville Terror (2016)
- Amityville: No Escape (2016)
- Amityville: Evil Never Dies (2017)
- Amityville Exorcism (2017)
- Against the Night (2017)
- Amityville - Il risveglio (Amityville: The Awakening) (2017)
- Amityville: Mt. Misery Road (2018)
- The Amityville Murders (2018)
- Amityville Island (2020) - Direct-to-video
- Amityville Vibrator (2020)
- Witches of Amityville Academy (2020)
- The Amityville Harvest (2020) - Direct-to-video
- An Amityville Poltergeist (2021)

## Documentari
- My Amityville Horror (2012), documentario nel quale Daniel Lutz (bambino all'epoca dei fatti) racconta la sua storia riguardo agli eventi che coinvolsero la sua famiglia.